# プリンスタジ
プリンスタジ (Prince Taj) とはフランス生まれの競走馬及び種牡馬である。ナスルーラの甥にあたり、競走馬としてはプール・デッセ・デ・プーラン3着がある程度であったが、種牡馬としては1967年、1968年と2年連続で仏リーディングサイアーに輝いた。

## 競走成績
1956年 2歳時
- サンフィールマン賞

1957年 3歳時
- プール・デッセ・デ・プーラン 3着
- コンセイユミュニシパル賞 3着

フランスでは6戦して2勝、2着1回、3着2回とまずまずの成績をあげたが、現役途中でアメリカに移籍し、アメリカでは10戦して入着なしという成績に終わった。

## 種牡馬成績
フランスに戻り種牡馬入りすると、上述のとおり2年連続でリーディングサイアーに輝いたが、それは1965年にアメリカに再輸出された後であった。

その後、1972年9月11日にフロリダで心疾患のため亡くなった。

### 主な産駒
- アステック (Astec,FR,1964,鹿毛) - 1967年 ジョッケクルブ賞
- La Sarre (GB,1962,栗毛) - 1965年  プール・デッセ・デ・プーリッシュ
- Rajput Princess (FR,1961,栗毛) - 1964年 プール・デッセ・デ・プーリッシュ
- Carabella (FR,1964,栗毛) - 1967年 ジャックルマロワ賞
- Wichita Oil (1968,鹿毛) - 1974年 米 サンベルナルディーノハンデキャップ
- Prince Sao (FR,1965,鹿毛) - 1968年 アンリデラマール賞
- Pasha (FR,1963,栗毛) - 1966年 ダリュー賞
- Tajubena (GB,1962,黒鹿毛) - 1966年ドラール賞
- Princess Arjumand (USA,1970,栗毛) - 1973年 プール・デッセ・デ・プーリッシュ 2着
- Hat Full (1971,黒鹿毛) - 1974年 米 ロングブランチステークス
- プロント (FR,1963,鹿毛) - 1965年 仏 エクリプス賞
- What-Is-It (GB,1961,黒鹿毛) - 1964年 ジャックルマロワ賞 3着
- Royal Reproach (USA,1969,鹿毛) - 1972年 プリティーポリーステークス 2着

### 母の父として
- Regal Exception (USA,1969,鹿毛,Ribot) - 1972 アイリッシュオークス
- Dumka (FR,1971,鹿毛,Kashmir) - 1974 プール・デッセ・デ・プーリッシュ
- Tennyson (FR,1970,鹿毛,Val de Loir) - 1973 パリ大賞典
- Esprit du Nord (USA,1980,鹿毛,Lyphard) - 1983 独 オイロパ賞
- Bravery (AUS,1984,黒鹿毛,Zephyr Zip) - 1988 クイーンズランドダービー
- Palikaraki (FR,1978,栗毛,ディクタス) - 1983 アーリントンハンデキャップ
- Northern Spring (IRE,1973,鹿毛,マイスワロー) - 	1975  伊グランクリテリウム
- Philyra (FR,1981,鹿毛,Fabulous Dancer) - 1984 伊 プリンチペアメデオ賞
- Boreale (FR,1981,鹿毛,ベリファ) - 1984 プール・デッセ・デ・プーリッシュ 2着
- ドロッポロード (1977,芦毛,ドン) - 1981 東京新聞杯
- Tajwind (IRE,1980,鹿毛,Windjammer) - 1982 クリテリウム・デ・ローマ
- Eloquent (USA,1976,栗毛,Exclusive Native) - 1979 レイルバードステークス
- Capricious (FR,1973,栗毛,スノッブ) - 1975 愛パークステークス

## 血統表
| プリンスタジの血統（プリンスローズ系＞プリンスビオ系 /The Tetrarch M4×S5、Charles O'Malley S5×M5） | プリンスタジの血統（プリンスローズ系＞プリンスビオ系 /The Tetrarch M4×S5、Charles O'Malley S5×M5） | プリンスタジの血統（プリンスローズ系＞プリンスビオ系 /The Tetrarch M4×S5、Charles O'Malley S5×M5） | （血統表の出典）          | （血統表の出典） |
| 父 Prince Bio 1941 鹿毛 フランス                                                                   | 父の父Prince Rose 1928 鹿毛 イギリス                                                               | Rose Prince                                                                                        | Prince Palatine           | Prince Palatine  |
| 父 Prince Bio 1941 鹿毛 フランス                                                                   | 父の父Prince Rose 1928 鹿毛 イギリス                                                               | Rose Prince                                                                                        | Eglantine                 |                  |
| 父 Prince Bio 1941 鹿毛 フランス                                                                   | 父の父Prince Rose 1928 鹿毛 イギリス                                                               | Indolence                                                                                          | Gay Crusader              | Gay Crusader     |
| 父 Prince Bio 1941 鹿毛 フランス                                                                   | 父の父Prince Rose 1928 鹿毛 イギリス                                                               | Indolence                                                                                          | Barrier                   |                  |
| 父 Prince Bio 1941 鹿毛 フランス                                                                   | 父の母Biologie 1935 栗毛 フランス                                                                  | Bacteriophage                                                                                      | Tetratema                 | Tetratema        |
| 父 Prince Bio 1941 鹿毛 フランス                                                                   | 父の母Biologie 1935 栗毛 フランス                                                                  | Bacteriophage                                                                                      | Pharmacie                 |                  |
| 父 Prince Bio 1941 鹿毛 フランス                                                                   | 父の母Biologie 1935 栗毛 フランス                                                                  | Eponge                                                                                             | Cadum                     | Cadum            |
| 父 Prince Bio 1941 鹿毛 フランス                                                                   | 父の母Biologie 1935 栗毛 フランス                                                                  | Eponge                                                                                             | Sea Moss                  |                  |
| 母 Malindi 1947 鹿毛 イギリス                                                                      | 母の父Nearco 1935 黒鹿毛 イタリア                                                                  | Pharos                                                                                             | Phalaris                  | Phalaris         |
| 母 Malindi 1947 鹿毛 イギリス                                                                      | 母の父Nearco 1935 黒鹿毛 イタリア                                                                  | Pharos                                                                                             | Scapa Flow                |                  |
| 母 Malindi 1947 鹿毛 イギリス                                                                      | 母の父Nearco 1935 黒鹿毛 イタリア                                                                  | Nogara                                                                                             | Harvesac                  | Harvesac         |
| 母 Malindi 1947 鹿毛 イギリス                                                                      | 母の父Nearco 1935 黒鹿毛 イタリア                                                                  | Nogara                                                                                             | Catnip                    |                  |
| 母 Malindi 1947 鹿毛 イギリス                                                                      | 母の母Mumtaz Begum 1932 鹿毛 フランス                                                              | Blenheim                                                                                           | Blandford                 | Blandford        |
| 母 Malindi 1947 鹿毛 イギリス                                                                      | 母の母Mumtaz Begum 1932 鹿毛 フランス                                                              | Blenheim                                                                                           | Malva                     |                  |
| 母 Malindi 1947 鹿毛 イギリス                                                                      | 母の母Mumtaz Begum 1932 鹿毛 フランス                                                              | Mumtaz Mahal                                                                                       | The Tetrarch              | The Tetrarch     |
| 母 Malindi 1947 鹿毛 イギリス                                                                      | 母の母Mumtaz Begum 1932 鹿毛 フランス                                                              | Mumtaz Mahal                                                                                       | Lady Josephine (F-No.9-c) |                  |

- 4代母レディジョセフィーンの牝系からは活躍馬が多数出ており、母の子孫にオーソーシャープがいる。